# Herfølge Boldklub Køge
L'Herfølge Boldklub Køge, meglio noto come HB Køge, è una società calcistica danese con sede nella sede di Køge. Milita in 1. Division, la seconda serie del campionato danese di calcio. Il club venne fondato il 1º luglio 2009 dalla fusione tra Herfølge Boldklub e Køge Boldklub.

## Storia
Nel marzo 1999 le società Herfølge Boldklub, partecipante alla 1. Division, e il Køge Boldklub, da poco andato in bancarotta, decisero di accordarsi per fondersi, dando vita a un nuovo club che avrebbe preso il titolo sportivo della società meglio piazzata al termine della stagione. Il nuovo club venne chiamato Herfølge Boldklub Køge e fondato il 1º luglio 2009, acquisendo il titolo sportivo dell'Herfølge Boldklub, che aveva vinto la 1. Division ed era stato promosso in Superligaen. La prima stagione in Superligaen si concluse con l'ultimo posto in classifica e la conseguente retrocessione in 1. Division. Già nella stagione successiva riuscì a riconquistare il posto in massima serie, arrivando secondo in 1. Division, per poi concludere nuovamente all'ultimo posto la sua seconda partecipazione alla Superligaen e tornare in seconda serie. Nonostante l'ultimo posto in classifica, l'HB Køge raggiunse le semifinali della Coppa di Danimarca, venendo eliminato dall'Horsens. Negli anni successivi l'HB Køge ha mantenuto posizioni di media classifica in 1. Division.

## Palmarès

### Altri piazzamenti
- Coppa di Danimarca:

Semifinalista: 2011-2012
- 1. Division:

Secondo posto: 2010-2011

## Statistiche e record

### Partecipazione ai campionati
| Livello | Categoria   | Partecipazioni | Debutto   | Ultima stagione | Totale |
| ------- | ----------- | -------------- | --------- | --------------- | ------ |
| 1º      | Superligaen | 2              | 2009-2010 | 2011-2012       | 2      |
| 2º      | 1. Division | 8              | 2010-2011 | 2018-2019       | 8      |

## Organico

### Rosa 2022-2023
| N. |                       | Ruolo | Calciatore        |
| -- | --------------------- | ----- | ----------------- |
| 1  | Danimarca (bandiera)  | P     | Oskar Snorre      |
| 2  | Svezia (bandiera)     | D     | Charlie Weberg    |
| 3  | Danimarca (bandiera)  | D     | Frederik Bay      |
| 4  | Montenegro (bandiera) | D     | Nemanja Cavnić    |
| 5  | Danimarca (bandiera)  | D     | Casper Gedsted    |
| 6  | Svezia (bandiera)     | D     | Andreas Bengtsson |
| 7  | Danimarca (bandiera)  | C     | Mike Jensen       |
| 8  | Finlandia (bandiera)  | C     | Leo Walta         |
| 9  | Danimarca (bandiera)  | A     | Yousef Salech     |
| 10 | Danimarca (bandiera)  | C     | Pierre Larsen     |
| 11 | Danimarca (bandiera)  | A     | Joachim Rothmann  |

| N. |                        | Ruolo | Calciatore       |
| -- | ---------------------- | ----- | ---------------- |
| 12 | Danimarca (bandiera)   | P     | Frederik Mehder  |
| 13 | Danimarca (bandiera)   | C     | William Madsen   |
| 14 | Inghilterra (bandiera) | A     | Jubril Adedeji   |
| 15 | Germania (bandiera)    | D     | Maximilian Sauer |
| 17 | Danimarca (bandiera)   | A     | Zean Dalügge     |
| 18 | Danimarca (bandiera)   | A     | Jacob Trenskow   |
| 19 | Pakistan (bandiera)    | A     | Abdul Shahzad    |
| 22 | Danimarca (bandiera)   | C     | Janus Seehusen   |
| 24 | Danimarca (bandiera)   | C     | Casper Jørgensen |
| 33 | Danimarca (bandiera)   | A     | Sebastian Larsen |

### Rosa 2019-2020
| N. |                       | Ruolo | Calciatore          |
| -- | --------------------- | ----- | ------------------- |
| 1  | Danimarca (bandiera)  | P     | Casper Hauervig     |
| 2  | Danimarca (bandiera)  | D     | Mark Gundelach      |
| 3  | Costa Rica (bandiera) | D     | Pablo Arboine       |
| 4  | Portogallo (bandiera) | D     | Marian Huja         |
| 5  | Danimarca (bandiera)  | D     | Christian Overby    |
| 7  | Danimarca (bandiera)  | A     | Stephan Petersen    |
| 8  | Danimarca (bandiera)  | C     | Tobias Christensen  |
| 9  | Danimarca (bandiera)  | A     | Martin Koch Helsted |
| 10 | Danimarca (bandiera)  | C     | Martin Jensen       |
| 11 | Danimarca (bandiera)  | C     | Jakob Johansson     |
| 12 | Guyana (bandiera)     | D     | Matthew Briggs      |

| N. |                        | Ruolo | Calciatore        |
| -- | ---------------------- | ----- | ----------------- |
| 13 | Romania (bandiera)     | D     | Jean-Claude Bozga |
| 14 | Inghilterra (bandiera) | A     | Jubril Adedeji    |
| 15 | Sudafrica (bandiera)   | A     | Liam Jordan       |
| 16 | Danimarca (bandiera)   | C     | Magnus Wørts      |
| 18 | Danimarca (bandiera)   | C     | Magnus Häuser     |
| 19 | Danimarca (bandiera)   | A     | Marius Elvius     |
| 20 | Danimarca (bandiera)   | C     | Martin Vingaard   |
| 22 | Danimarca (bandiera)   | C     | Oliver Sonne      |
| 23 | Danimarca (bandiera)   | D     | Mathias Høst      |
| 32 | Filippine (bandiera)   | P     | Kevin Ray Mendoza |